# Nausithoidae
Nausithoidae is een familie van neteldieren uit de klasse van de Scyphozoa (schijfkwallen).

## Geslachten
- Nausithoe Kölliker, 1853
- Palephyra Haeckel, 1880
- Thecoscyphus Werner, 1984